# Salvatore Raiti (carabiniere)
Salvatore Raiti (Siracusa, 6 agosto 1962 – Palermo, 16 giugno 1982) è stato un militare italiano, carabiniere insignito di Medaglia d'oro al valor civile alla memoria, vittima dell'attentato mafioso noto come Strage della circonvallazione.

## Biografia
Carabiniere in servizio presso la stazione carabinieri di Enna. Il 16 giugno 1982 unitamente ai colleghi Silvano Franzolin e Luigi Di Barca, nell'espletamento di servizio di traduzione del detenuto Alfio Ferlito da Enna a Trapani, rimase vittima dell'agguato mafioso noto come Strage della circonvallazione.
Dal 13 maggio 2009 è intitolata alla memoria del carabiniere Raiti la Caserma sede del Comando Stazione Carabinieri di Nissoria.